# Ceglusa
Ceglusa Thorell, 1895 è un genere di ragni appartenente alla famiglia Salticidae.

## Caratteristiche
Si conosce con certezza solo l'esemplare femminile originale studiato da Thorell per questo genere, lungo circa 5 millimetri. 
Da allora non sono stati più pubblicati studi né reperiti altri esemplari di questo genere.

## Distribuzione
L'unica specie oggi nota di questo genere è stata rinvenuta nel Myanmar, ex Birmania.

## Tassonomia
A dicembre 2010, si compone di 1 specie:
- Ceglusa polita Thorell, 1895[3] — Myanmar